# Fidelia kobrowi
Fidelia kobrowi là một loài ong trong họ Megachilidae. Loài này được Brauns miêu tả khoa học đầu tiên năm 1905.